# Vyskakovací oznámení
Vyskakovací oznámení je ovládací prvek v grafickém uživatelském rozhraní, který uživateli sděluje události, na které nemusí ihned reagovat (na rozdíl od vyskakovacího okna). Vyskakovací oznámení obvykle po určité krátké době samo zmizí, ale uživatel ho může znovu zpřístupnit přes určitý ovládací prvek (např. notifikační lišta).
V mobilních zařízeních je často používána push notifikace.

## Charakteristika
První prvky, které uživatele na něco upozorňovaly, byly naprogramovány dle potřeb v každé aplikaci individuálně. Později došlo k určitému sjednocení (oznamovací oblast na hlavním panelu ve Windows 2000 vpravo dole u hodin). Aplikace zde mohly vytvářet oznámení nebo ikony, které mohly zajišťovat i další interakci s uživatelem (např. otevření aplikace, signalizaci činnosti). V dalším kroku vývoje byly v systémech zřízena centrální notifikační centra, která zobrazovala oznámení v jednotné podobě a zjednodušovala tak práci programátorům aplikací a zlepšovala přehlednost pro uživatele počítače. Notifikační centra nabyla důležitosti v operačních systémech pro mobilní zařízení, kde byly jejich schopnosti dále vylepšovány (zobrazení podrobností na žádost uživatele, seskupování oznámení od jedné aplikace, odložení oznámení, záhlaví oznámení, ikona, archiv oznámení atd).
Zatímco v desktopových prostředích pro stolní počítače existují doporučení, aby uživatel s oznámením nemohl provádět interakci, v mobilních zařízeních a nositelné elektronice se naopak možnosti interakce uživatele s oznámeními rozšiřují.

## Podpora v systémech
Firma Apple uvedla v roce 1991 pro svůj stolní počítač verzi operačního systému System 7, ve kterém byla pro nápovědu používána bublinová okna, která byla podobná dialogovým bublinám s texty používanými v komiksech (kde vyjadřují mluvení postav).
Firma Microsoft uvedla ve Windows 2000 bublinová pasivní okna s oznámením, která se zobrazovala v oznamovací oblasti na hlavním panelu systému Windows. Pokud nebyl uživatel přítomen nebo byl spuštěn šetřič obrazovky, byly notifikace řazeny do fronty a zobrazily se, když uživatel začal být znovu aktivní. Bublinová okna zůstala na obrazovce 9 sekund a pokud je uživatel ignoroval, sama zmizela.
Desktopová oznámení jsou navrženým standardem pro freedesktop.org, ale všechna prostředí používající X Window System ho používají. Některá doporučení pro vývoj aplikací, které využívají oznámení, nedoporučují, aby oznámení obsahovala interakci s uživatelem.
Firma Google adoptovala systém vyskakovacích oznámení a toast oznámení jako základní komponenty mobilního operačního systému Android. Veze Android 4.1 Jelly Bean vydaná v roce 2012 přidala možnost interakce uživatele s notifikací.
Mobilní systém iOS firmy Apple poskytuje Notifikační centrum od verze iOS 5 vydaného v roce 2011. Systém MacOS poskytuje Notifikační centrum od verze OS X 10.8 Mountain Lion vydané v roce 2012.
Webové prohlížeče, které podporují JavaScript implementují Notification API, které si od uživatele vyžádá souhlas se zobrazováním vyskakovacích oznámení, která obsahují text (tělo) společně s popisnou ikonou a záhlavím.